# Indigo Girls
Indigo Girls är en amerikansk folkrock- eller singer-songwriter-duo, bestående av Amy Ray och Emily Saliers. De har spelat ihop som Indigo Girls sedan 1985, och har givit ut 12 studioalbum, plus några live-inspelningar och samlingsskivor. De kommersiellt mest framgångsrika albumen är Swamp Ophelia från 1994 som nådde plats nummer 9 på den amerikanska albumlistan, och Shaming of the Sun  från 1997 som nådde plats nummer 7. Albumet Poseidon and the Bitter Bug utkom 2009. 
Både Ray och Saliers spelar gitarr. De skriver båda material till gruppen, men vanligen var och en för sig.
Indigo Girls har engagerat sig i en rad politiska frågor, och uppträtt bland annat till stöd för miljön, till stöd för USA:s ursprungsbefolkning, mot dödsstraffet, och för HBT-rättigheter. Ray och Saliers kom tidigt ut som homosexuella. De har dock aldrig varit ett par. 
År 2006 medverkade de på P!nk's album I'm Not Dead i låten "Dear Mr President", en protest mot George W. Bush och Irakkriget.
Indigo Girls har turnerat flitigt sedan starten och på vissa turnéer samarbetat med Greenpeace.

## Diskografi

### Album
Studioalbum
- Indigo Girls (EP) (1987)
- Strange Fire (1987)
- Indigo Girls (1989)
- Nomads Indians Saints (1990)
- Rites of Passage (1992)
- Swamp Ophelia (1994)
- Shaming of the Sun (1997)
- Come on Now Social (1999)
- Become You (2002)
- All That We Let In (2004)
- Despite Our Differences (2006)
- Poseidon and the Bitter Bug (2009)
- Holly Happy Days (2010)
- Beauty Queen Sister (2011)
- One Lost Day (2015)

Livealbum
- Back on the Bus, Y'all (EP) (1991)
- 1200 Curfews (1995)
- Perfect World (EP) (2004)
- Staring Down the Brilliant Dream (2010)

Samlingsalbum
- Deadicated: A Tribute to the Grateful Dead|Deadicated 1991 ("Uncle John's Band")
- 4.5 (1995)
- Retrospective (2000)
- Rarities (2005)
- Playlist: The Very Best of Indigo Girls (2009)
- The Essential Indigo Girls (2013)